# Mirmecófita

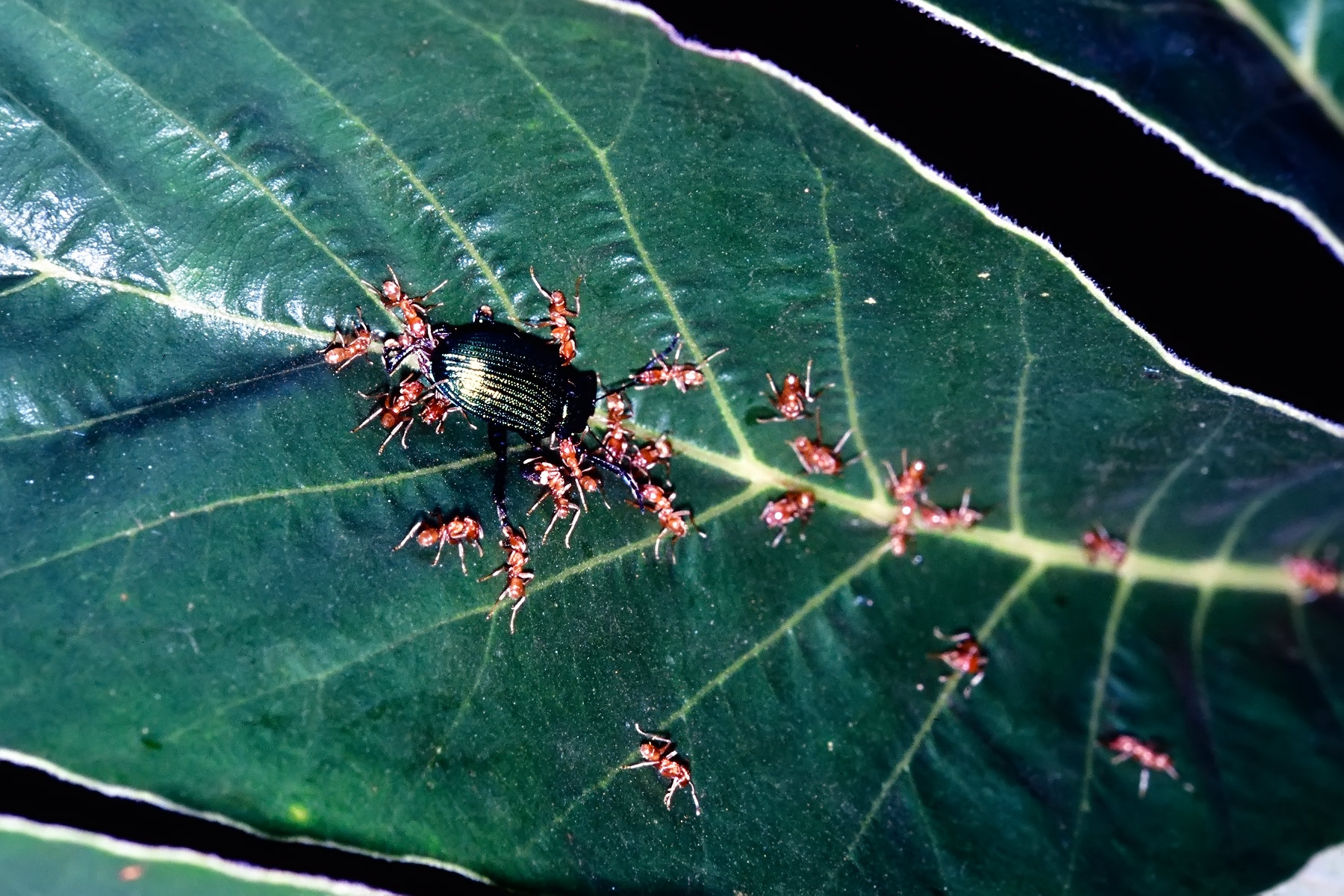
Formigas do gênero Azteca capturando um besouro herbívoro em folíolo de planta do gênero Cecropia, uma mirmecófita

As mirmecófitas são plantas, na sua maioria angiospermas, que possuem uma relação mutualística com formigas, sendo ambos grupos beneficiados. Em muitos casos essa relação é obrigatória. As mirmecófitas são capazes de se defender química e fisicamente por meio de mecanismos que dificultam o ataque de herbívoros e o desenvolvimento de plantas parasitas. Indiretamente, as mirmecófitas se defendem por meio do recrutamento de outras espécies, como formigas, para a proteção da planta. Essas plantas são capazes de recrutar formigas inquilinas para protegê-las por garantirem benefícios a estas, como a presença de estruturas modificadas permitindo abrigo e formação de colônias, além de estruturas especializadas para alimentação das formigas. Durante muitos anos, diversos pesquisadores acreditavam que a relação entre plantas e formigas era exclusivamente de parasitismo.

### Mirmecofitismo

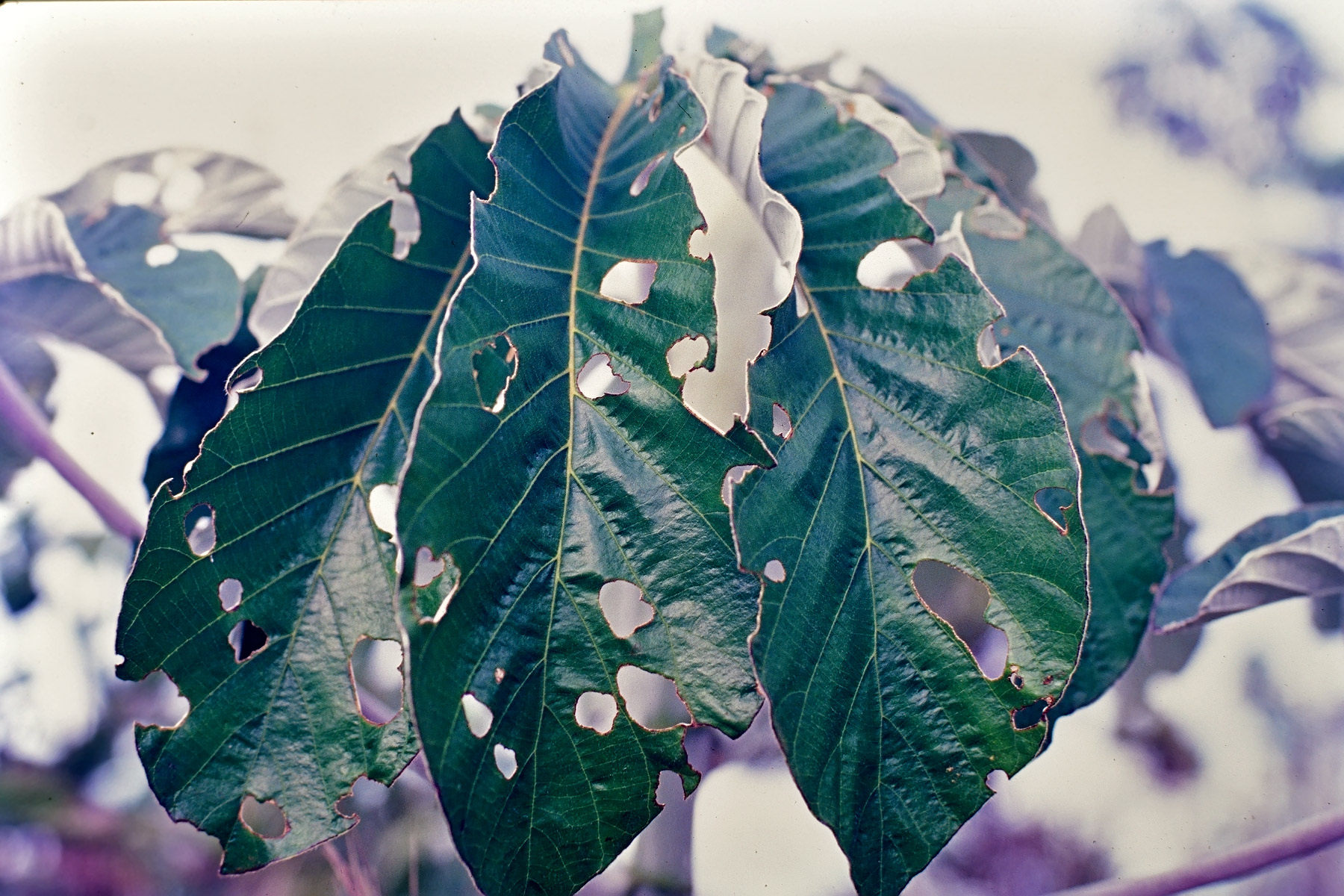
Folíolos extensamente atacados de Cecropia que não apresentava formigueiro co-habitante.

O mirmecofitismo é uma relação mutuamente benéfica entre plantas e formigas. Dessa forma, o investimento da planta nas estruturas de abrigo e alimentação para as formigas é compensado pela proteção e patrulhamento da planta. As formigas podem atuar em três direções diferentes:
1. proteção da planta contra herbívoros e parasitas, diminuindo o impacto da herbivoria;
2. controle da incidência de plantas competidoras com a hospedeira;
3. acúmulo de matéria orgânica provinda dos remanescentes das colônias em estruturas das plantas, que a absorve posteriormente[4].

Ainda, as formigas podem prover proteção contra patógenos, como fungos. As mirmecófitas apresentam modificações estruturais, para o abrigo e proteção, além de especializações para o fornecimento de alimento às colônias de formigas.

## Origem e evolução
Evidências sugerem que o mirmecofitismo surgiu várias vezes entre quinze e cinco milhões de anos, durante o Mioceno, e em três diferentes regiões: na África, no Sudeste Asiático e na região neotropical.
Adicionalmente, o traço foi também perdido frequentemente nos grupos de mirmecófitas, implicando que o desenvolvimento de domácias é altamente plástico. Tal plasticidade é vista de diferentes formas: em Dacoca, no qual um único indivíduo pode apresentar domácias ou não; na tribo Miconieae, de forma geral, domácias semelhantes evoluíram independentemente em espécies próximas; em Macaranga, o mirmecofitismo apareceu múltiplas vezes numa linhagem endêmica da Malésia.
Os surgimentos e desaparecimentos frequentes, somados à elevada plasticidade no desenvolvimento, indica que o mirmecofitismo apesar de muitas vezes vantajoso depende das pressões ambientais nas quais a plantas estão inseridas.

## Modificações estruturais

### Domátias

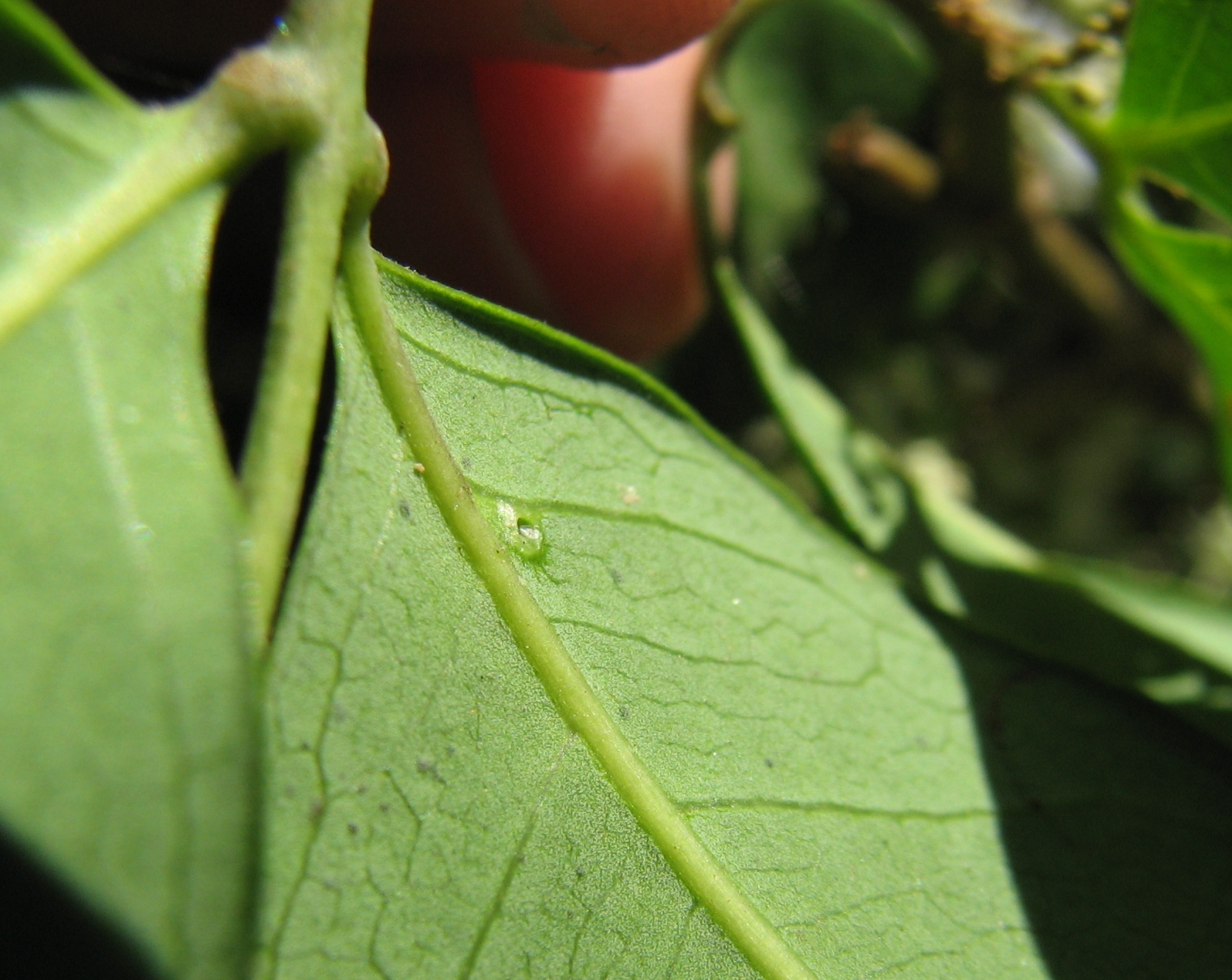
Uma domátia próxima da nervura de um folíolo de Guioa acutifolia.

Domátias são estruturas especializadas, presentes em todas as plantas mirmecófitas, em que as formigas habitantes podem se estabelecer. As domátias podem estar presentes em diferentes estruturas, como espinhos ocos, caules, pecíolos, folhas modificadas, rizomas e tubérculos. As plantas mirmecófitas formam essas estruturas independente da presença de formigas para ocupá-las, mas, uma vez habitadas, as formigas podem expandir as cavidades e remodelar o seu espaço de nidificação. As domácias são extremamente raras em monocotiledôneas e comuns dentre as dicotiledôneas. As domácias não abrigam apenas formigas, mas também podem abrigar outros insetos, sendo os ácaros um dos mais notórios, cuja associação com plantas foi responsável pelo nome “domácia” (domatium = casa pequena). No caso do abrigo de formigas, as domácias tendem a ser maiores do que as utilizadas pelos ácaros. A depender das espécies de plantas, a quantidade e forma da domácia são divergentes.

### Nectários extra-florais
Nectários são estruturas encontradas na superfície de plantas terrestres e que secretam soluções aquosas ricas em açúcar, também conhecidas como néctar, que atraem animais. Os nectários extra-florais são estruturas secretoras de néctar localizadas externamente às flores, nas nervuras e pecíolos das folhas, e nas bases das flores e frutos. Essas estruturas não possuem relação direta com a polinização, mas servem como atrativo para a colonização da planta por formigas, e uma vez estabelecidas elas continuam a utilizar o néctar produzido por essas estruturas como fonte de alimento. Mais de 100 famílias de plantas possuem essas estruturas, incluindo angiospermas, monilófitas e gimnospermas, distribuídas em uma ampla gama de habitats. A secreção expelida pelos nectários extra-florais muitas vezes atraem formigas devido ao seu conteúdo rico de carboidratos.

### Corpúsculos alimentares
Corpúsculos alimentares consiste em tecido epidermal sólido rico em nutrientes. Assim como os nectários extraflorais, esses corpúsculos atraem diversas espécies de formigas devido ao seu conteúdo nutricional, que inclui altos níveis de carboidratos, proteínas e lipídios, dependendo da espécie. 

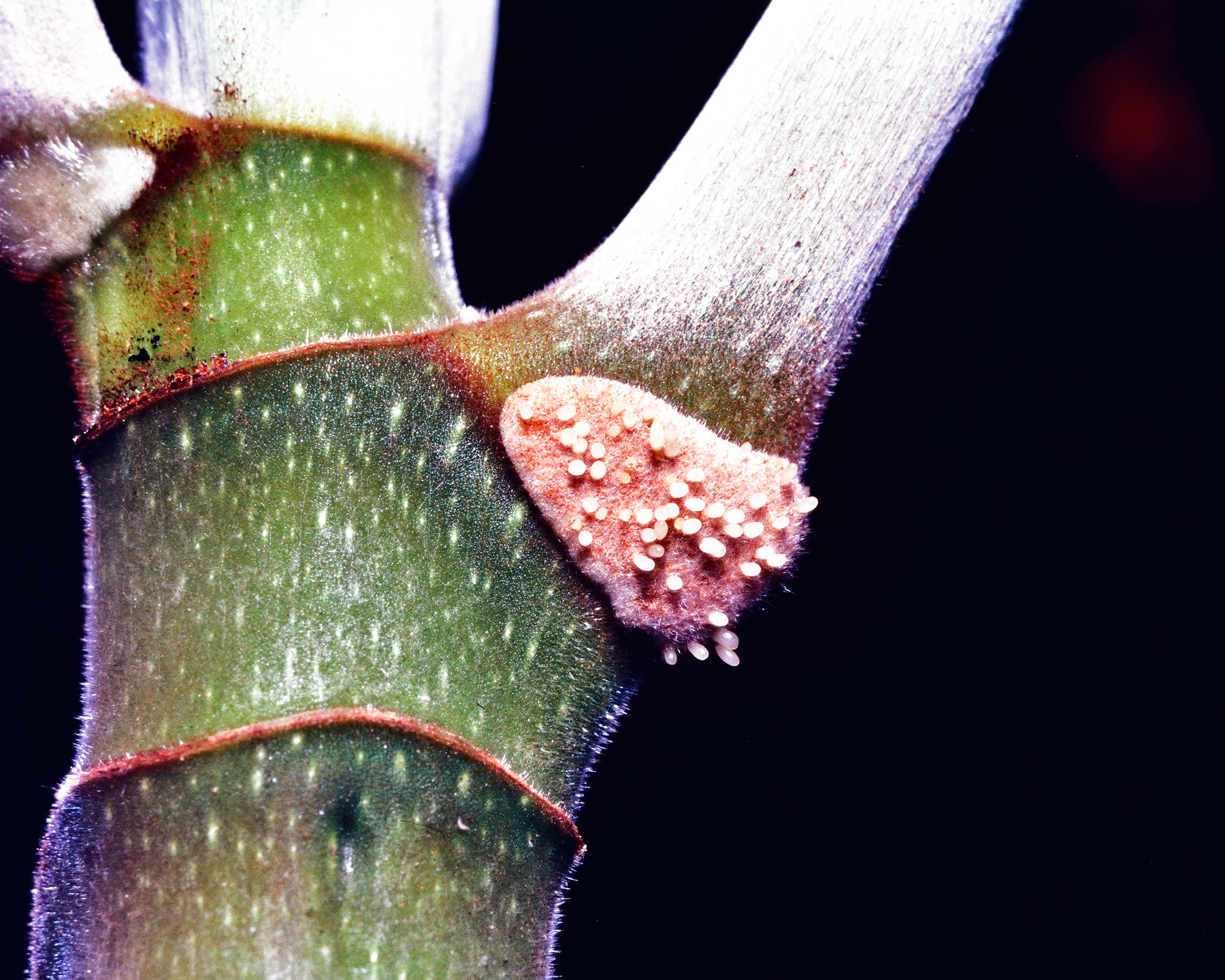
Corpúsculos de Müller na base de um pecíolo.

Existem diversos tipos de corpúsculos alimentares. Os corpos de Beltian (traduzido do inglês beltian bodies) são encontrados nas pontas de folhas do gênero Acacia e são ricos em proteínas. Os corpúsculos de Beccarian (traduzido do inglês beccarian bodies) são ricos em lipídios e estão presentes nas folhas jovens do gênero Macaranga. Outra estrutura rica em lipídio é o corpo de pérola (traduzido do inglês pearl bodies), presente nas plantas do gênero Ochroma, mais especificamente nas folhas e no caule. Por fim, os corpúsculos de Muller (traduzido do inglês Mullerian bodies) diferem dos anteriores por serem ricos em glicogênio e presentes nos pecíolos das folhas de plantas do gênero Cecropia

## Especificidade da interação
A relação simbiótica entre formigas e mirmecófitas ocorre principalmente nos trópicos, onde mais de 150 espécies de mirmecófitas mantêm-se em associação com espécies de formigas especializadas. Estudos demonstram que grupos de formigas tendem a interagir com poucos grupos de plantas, de modo que há uma relação de fidelidade mas não necessariamente espécie-específica. Dessa forma, uma determinada área pode apresentar diversas interações de mirmecofitismo totalmente independentes umas das outras. É estipulado que a capacidade das formigas-rainhas de identificar e colonizar plantas mirmecófitas é uma importante vantagem. No momento da colonização da planta, as formigas-rainhas reconhecem compostos voláteis emitidos pela planta, permitindo a estruturação da comunidade das formigas, além de garantir uma certa especificidade na interação entre as formigas e a planta. 
Além disso, plantas mirmecófitas também possuem especializações estruturais para evitar que muitas espécies de formigas a colonizem ao mesmo tempo. Dentre essas especializações pode ser citada a síntese de cera da espécie do gênero Macaranga, provocando um aspecto escorregadio no caule da planta e assim, limitando o acesso de formigas à planta.

## Azteca alfarixCecropia sp

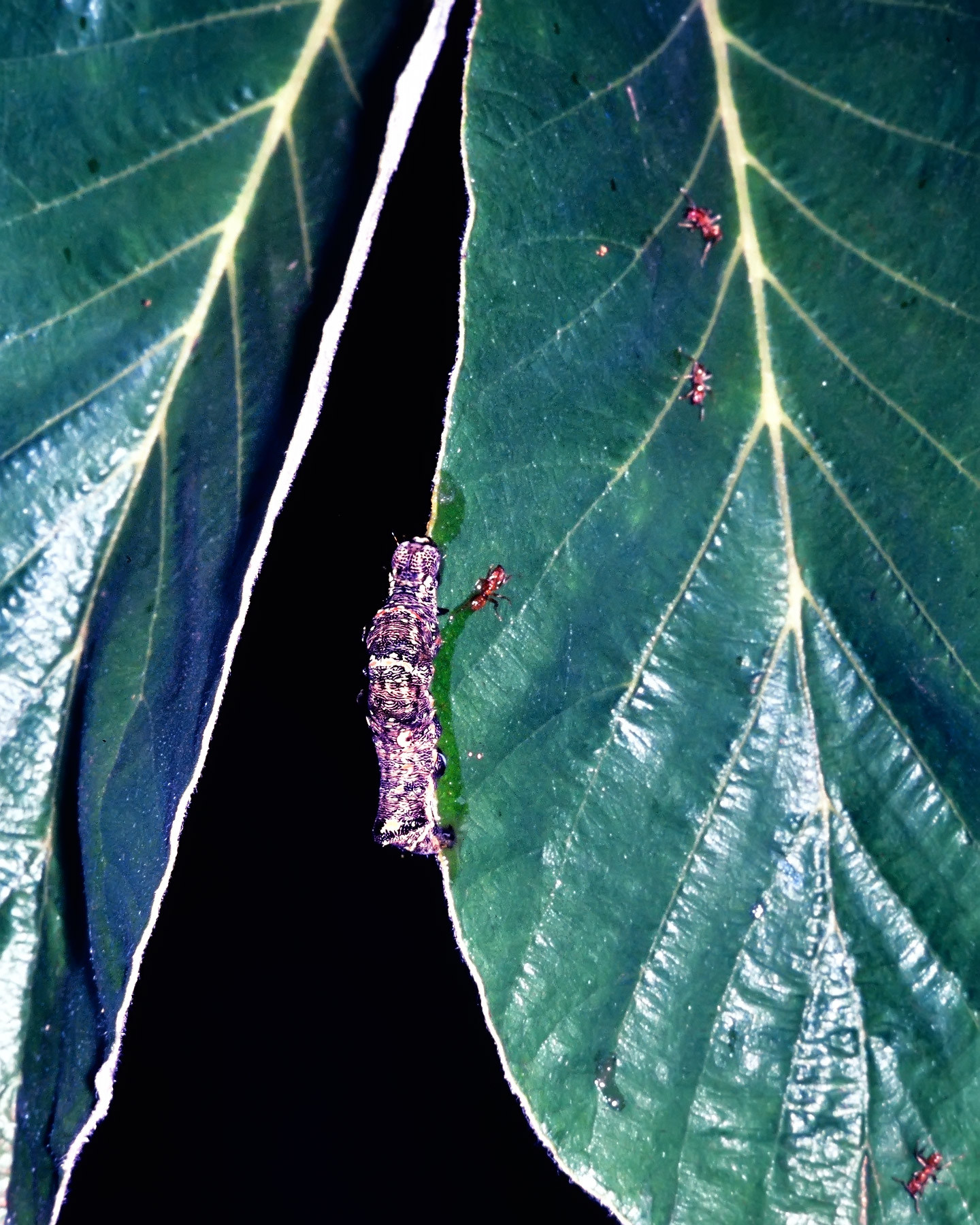
Lagarta em um folíolo prestes a ser atacada por formigas do gênero Azteca, participantes de uma relação mutialística com a planta mirmecófita que colonizam.

Grande parte das plantas do gênero Cecropia (Cecropiaceae) são associadas a formigas em relações mutualísticas. As formigas do gênero Azteca são as mais comumente associadas à Cecropia, realizando funções de proteção contra herbívoros em troca de alimento e espaço para abrigo. A interação de simbiose entre Azteca alfari e embaúbas do gênero Cecropia foi analisada em um estudo realizado por Vasconcelos e Casimiro (1997), que demonstrou como as formigas inquilinas são capazes de afastar a formiga-cortadeira (Atta laevigata), predadora de Cecropia. Espécies de Cecropia menos defendidas por A. alfari (com plantas menos colonizadas e que abrigavam colônias menores) são as com maior incidência de herbívora por A. laevigata. 
Para garantir o interesse das formigas em se estabelecerem na planta, estas devem apresentar benefícios e alterações estruturais, tais quais as descritas acima, que permitam uma interação mutualística. Por isso, as mirmecófitas do gênero Cecropia possuem adaptações para atrair as parceiras, como o tronco oco de suas plantas, e com câmaras internas para garantir a nidificação de suas formigas inquilinas.[carece de fontes?]